# Berca
Berca é uma comuna romena localizada na encosta do Condado de Buzău, Muntenia, na região de Valáquia, no vale do Rio Buzău. A comuna possui uma área de 73.28 km² e sua população era de 9197 habitantes segundo o censo de 2007. É um local de extração de petróleo e gás natural.
É composta por treze aldeias: Băceni, Berca, Cojanu, Joseni, Mânăstirea Rătești, Pâclele, Pleșcoi, Pleșești, Rătești, Sătuc, Tâțârligu, Valea Nucului e Viforâta.